# Loi de Sarnoff
Pour les articles homonymes, voir Sarnoff.
La loi de Sarnoff postule que la valeur d'un réseau de diffusion (radio, TV) est proportionnelle au nombre de ses utilisateurs (auditeurs ou téléspectateurs),. Elle a été attribuée à David Sarnoff.